# Горовичи (община Пале)
Горовичи (на сръбски: Горовићи) е село в Босна и Херцеговина, разположено в община Пале, в ентитета на Република Сръбска. Населението му според преброяването през 2013 г. е 56 души, от тях: 56 (100 %) сърби.

## Население
Численост на населението според преброяванията през годините:
- 1961 – 183 души
- 1971 – 190 души
- 1981 – 109 души
- 1991 – 99 души
- 2013 – 56 души